# Rien que pour ça
Albums de Elsa
Elsa
(1988) Douce Violence
(1992)
Singles
1. Rien que pour ça...
Sortie : septembre 1990
2. Pleure doucement
Sortie : janvier 1991
3. Qu'est-ce que ça peut lui faire ?
Sortie : juin 1991
4. Je s'rai là
Sortie : 1991

Rien que pour ça... est le deuxième album de la chanteuse Elsa Lunghini sorti en 1990. Dans cet album enregistré à Londres, Elsa continue sa collaboration musicale avec son père, Georges Lunghini puisqu'il est coproducteur de l'album et qu'il compose avec Vincent-Marie Bouvot tous les titres de l'album hormis le titre éponyme, qui est composé par Elsa elle-même.
Pour les textes, Elsa s'entoure de pointures puisqu'ils sont signés par Gérard Presgurvic et Thierry Séchan, le frère de Renaud.
Cet album confirmera le succès d'Elsa auprès du public puisqu'en plus d'avoir été certifié disque de platine par le SNEP, il lui permettra de faire ses premiers pas sur scène. Elle montera sur la mythique scène de l'Olympia en octobre 1990.

## Liste des titres
| No  | Titre                                      | Paroles           | Musique                                | Durée |
| --- | ------------------------------------------ | ----------------- | -------------------------------------- | ----- |
| 1.  | Je viens vers toi                          | Thierry Séchan    | Vincent-Marie Bouvot, Georges Lunghini | 3:25  |
| 2.  | Pleure doucement                           | T. Séchan         | V.M. Bouvot, G. Lunghini               | 3:59  |
| 3.  | Faudrait pas croire                        | Gérard Presgurvic | V.M. Bouvot, G. Lunghini               | 3:05  |
| 4.  | Qu'est-ce que ça peut lui faire ?          | G. Presgurvic     | V.M. Bouvot, G. Lunghini               | 3:20  |
| 5.  | On verra bien demain                       | G. Presgurvic     | V.M. Bouvot, G. Lunghini               | 4:05  |
| 6.  | Un enfant qui s'en va                      | G. Presgurvic     | V.M. Bouvot, G. Lunghini               | 4:30  |
| 7.  | L'amour sur le fil                         | G. Presgurvic     | V.M. Bouvot, G. Lunghini               | 4:30  |
| 8.  | Parler                                     | G. Presgurvic     | V.M. Bouvot, G. Lunghini               | 4:20  |
| 9.  | Rien que pour ça...                        | G. Presgurvic     | Elsa                                   | 2:45  |
| 10. | Je s'rai là                                | G. Presgurvic     | V.M. Bouvot, G. Lunghini               | 3:20  |
| 11. | Pour qui tu cours ? (bonus CD et cassette) | G. Presgurvic     | V.M. Bouvot, G. Lunghini               | 4:25  |
| 12. | Bats-toi                                   | T. Séchan         | V.M. Bouvot, G. Lunghini               | 4:35  |

## Crédits[1]
- Jimmy Chambers - chœurs
- Richard Cottle - arrangeur, claviers, orchestration, saxophone
- Gus Dudgeon - arrangeur, mixage, producteur pour RockMasters (Londres)
- Elsa - chœurs
- Michel Figuet - photographie
- "Wide" Al Hodge - guitare
- Katie Kissoon - chœurs
- Georges Lunghini - producteur exécutif
- Dave Mattacks - batterie
- John McDonnell - assistant ingénieur son
- François-René Richez - design
- Paul Westwood - basse
- Pete Wingfield - chœurs
- Helen Woodward - ingénieur son, mixage